# Franz Xavier de Saxonia
Franz Xavier de Saxonia (25 august 1730 - 21 iunie 1806), a fost prinț german și membru al Casei de Wettin.
A fost al patrulea copil și al doilea fiu al regelui August al III-lea al Poloniei și a reginei Maria Josepha de Austria.
1. ↑  Czech National Authority Database, accesat în 29 ianuarie 2023
2. ↑  Autoritatea BnF, accesat în 10 octombrie 2015
3. 1 2  Czech National Authority Database, accesat în 1 martie 2022